# カヤホガ郡 (オハイオ州)
カヤホガ郡（英: Cuyahoga County、[ˌkaɪ.əˈhɒɡə] or [ˌkaɪ.əˈhoʊɡə]）は、アメリカ合衆国オハイオ州の北部に位置する郡である。2020年国勢調査での人口は1,264,817人。郡庁所在地はクリーブランド市（人口372,624人）であり、同郡で人口最大の都市でもある。
カヤホガ郡は8の郡で構成されるクリーブランド大都市圏の中核郡である。また13郡が入る北東オハイオにも入っている。郡名はアルゴンキン語族に属するイロコイ族の言葉で「曲がりくねった川」を意味する Cuyahoga から採られた。この言葉は郡内を二分するカヤホガ川にも当てられている。第20代アメリカ合衆国大統領ジェームズ・ガーフィールドは郡内のオレンジ郡区で生まれた。

## 歴史
カヤホガ郡は1807年6月7日に組織化された。当初の領域は今より広かったが、後にレイク郡とヒューロン郡が創設されて小さくなった。

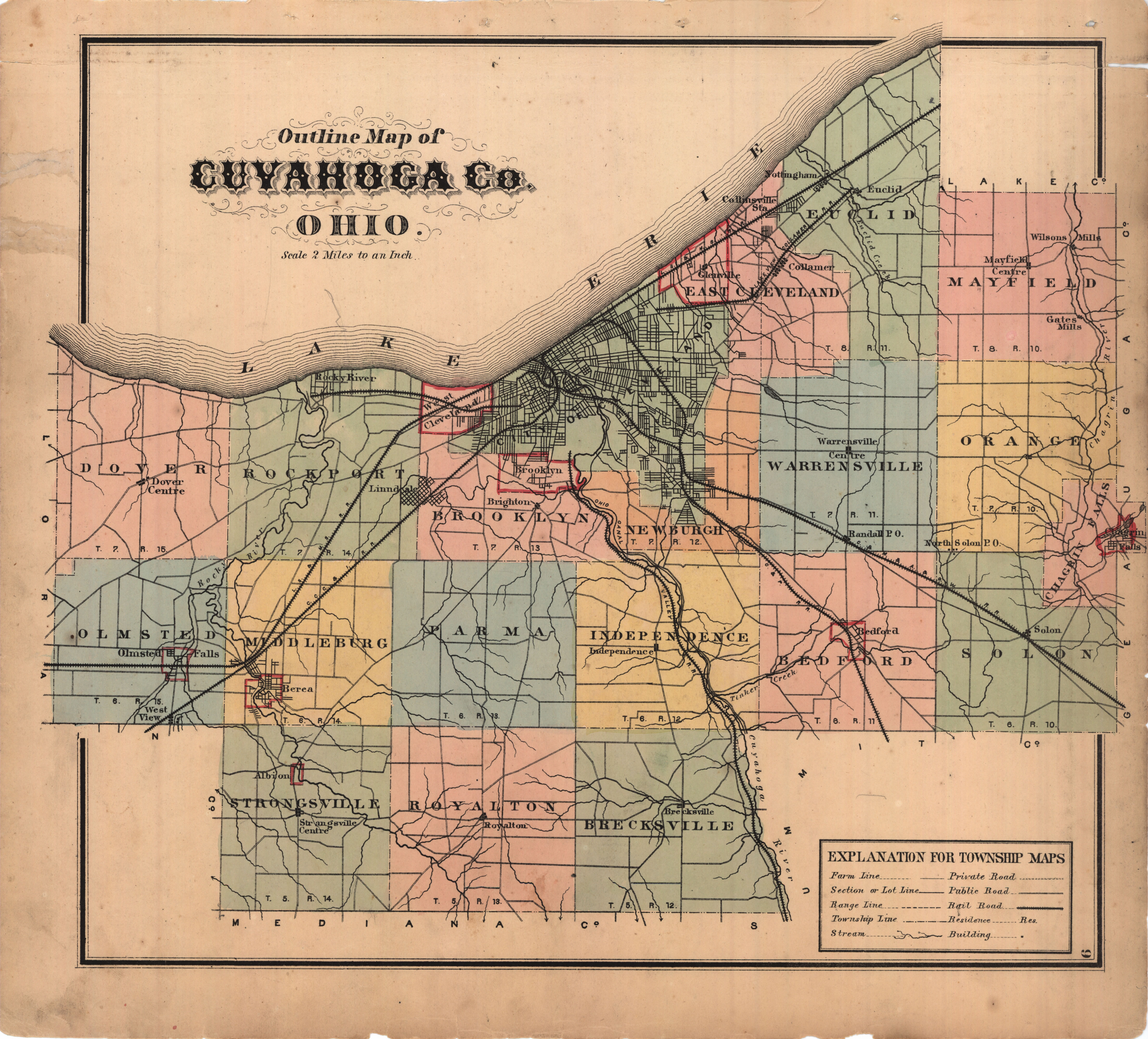
1874年のカヤホガ郡図

## 地理
アメリカ合衆国国勢調査局に拠れば、郡域全面積は1,245.59平方マイル (3,226.1 km2)であり、このうち陸地457.19平方マイル (1,184.1 km2)、水域は788.40平方マイル (2,041.9 km2)で水域率は63.30%である。郡南東部にはクヤホガバレー国立公園の一部が入っている。

### 主要高規格道路
- 州間高速道路71号線
- 州間高速道路271号線
- 州間高速道路77号線
- 州間高速道路80号線
- 州間高速道路480号線
- 州間高速道路90号線
- 州間高速道路490号線
- アメリカ国道6号線
- アメリカ国道20号線
- アメリカ国道42号線
- アメリカ国道322号線
- アメリカ国道422号線

### 隣接する郡
- カナダ、オンタリオ州、チャタム・ケントとエルジン郡、エリー湖の対岸 - 北
- レイク郡 - 北東
- ジアーガ郡 - 東
- サミット郡 - 南東
- メダイナ郡 - 南西
- ロレイン郡 - 西
- ポーテージ郡- 南東隅

## 人口動態
| 統計年 | 人口        |
| ------ | ----------- |
| 1810年 | 1,459人     |
| 1820年 | 6,328人     |
| 1830年 | 10,373人    |
| 1840年 | 26,506人    |
| 1850年 | 48,099人    |
| 1860年 | 78,033人    |
| 1870年 | 132,010人   |
| 1880年 | 196,943人   |
| 1890年 | 309,970人   |
| 1900年 | 439,120人   |
| 1910年 | 637,425人   |
| 1920年 | 943,495人   |
| 1930年 | 1,201,455人 |
| 1940年 | 1,217,250人 |
| 1950年 | 1,389,532人 |
| 1960年 | 1,647,895人 |
| 1970年 | 1,721,300人 |
| 1980年 | 1,498,400人 |
| 1990年 | 1,412,140人 |
| 2000年 | 1,393,978人 |
| 2010年 | 1,280,122人 |
| 2020年 | 1,264,817人 |

人口ピラミッド

以下は2010年国勢調査による人口統計データである。
| 基礎データ - 人口: 1,280,122人 - 世帯数: 571,457 世帯 - 家族数: 319,996 家族 - 人口密度: 1,081人/km2（2,800人/mi2） - 住居数: 621,763軒 - 住居密度: 520軒/km2（1,346軒/mi2） 人種別人口構成 - 白人: 63.6% - アフリカン・アメリカン: 29.7% - ネイティブ・アメリカン: 0.2% - アジア人: 2.6% - 太平洋諸島系: 0.02% - その他の人種: 1.8% - 混血: 2.1% - ヒスパニック・ラテン系: 4.8% 先祖による構成 - ドイツ系：16.5％ - アイルランド系：12.8% - イタリア系：8.8% - ポーランド系：8.1% - イギリス系：6.1% - ハンガリー系：3.1% - プエルトリコ系：3.1% 言語による構成 - 英語：88.4% - スペイン語：3.7% 人口の7.3%は外国生まれである（44.4%はヨーロッパ、36.3%はアジア、12.1%はラテンアメリカ） | 年齢別人口構成 - 18歳未満: 25.0% - 18-24歳: 8.0% - 25-44歳: 29.3% - 45-64歳: 22.2% - 65歳以上: 15.6% - 年齢の中央値: 37歳 - 性比（女性100人あたり男性の人口） - 総人口: 89.5 - 18歳以上: 85.2 世帯と家族（対世帯数） - 18歳未満の子供がいる: 28.5% - 結婚・同居している夫婦: 42.4% - 未婚・離婚・死別女性が世帯主: 15.7% - 非家族世帯: 37.9% - 単身世帯: 32.8% - 65歳以上の老人1人暮らし: 12.1% - 平均構成人数 - 世帯: 2.39人 - 家族: 3.06人 収入と家計 - 収入の中央値 - 世帯: 43,603米ドル - 家族: 58,631米ドル - 人口1人あたり収入: 26,263米ドル - 貧困線以下 - 対人口: 13.1% - 対家族数: 10.3% - 18歳未満: 19.4% - 65歳以上: 9.3% |

## 郡政府

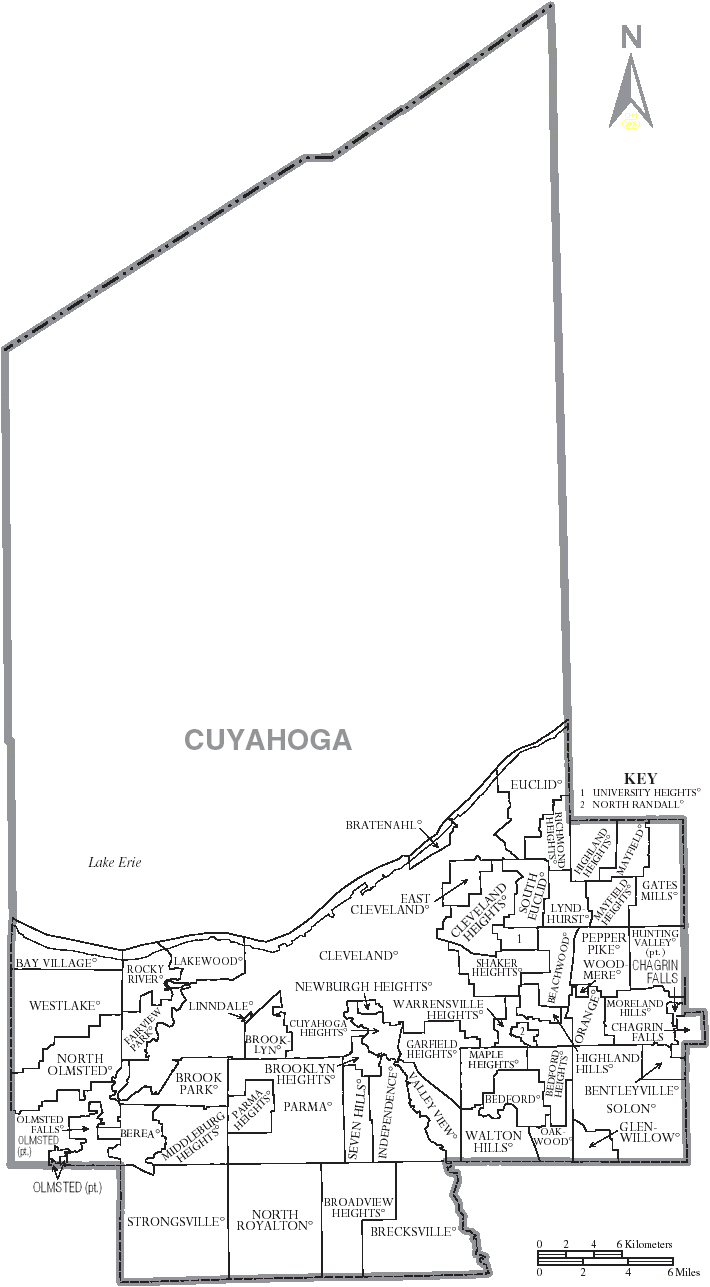
カヤホガ郡図

カヤホガ郡は昔から3人の理事による郡政理事会が率いてきた。しかし2009年11月3日、住民投票でこの3人の理事に代わり、1人の郡執行役と11人の委員からなる郡政委員会とするチャーター方式の郡政府を採用した。郡政委員は11人の選挙区から1人ずつ選ばれる。全郡選挙区は無い。オハイオ州内で他にチャーター形式を採用しているのはサミット郡のみである。
2010年11月2日の選挙でレイクウッド市長エド・フィッツジェラルドがマット・ドーランを破り初代郡執行役になった。初代郡政委員も選出され、民主党8人対共和党3人という構成になった。

## 郡区
カヤホガ郡は21の郡区に分かれていたが、都市化が進行したので、残っているのは下記2つの郡区のみである。
- チャージンフォールズ
- オルムステッド

## 都市と町

### 市
| - クリーブランド（郡庁所在地） - パーマ - レイクウッド - ユークリッド - ストロングスビル - クリーブランドハイツ - ウェストレイク - ノースロイヤルトン - ソロン - ビーチウッド - ベドフォード - ベドフォードハイツ - ビリーア - ブレックスビル - ブロードビューハイツ - ブルックパーク - ブルックリン - イーストクリーブランド - フェアビューパーク - ガーフィールドハイツ | - リンドハースト - メイプルハイツ - メイフィールドハイツ - ミドルバーグハイツ - ノースオルムステッド - パーマハイツ - リッチモンドハイツ - ロッキーリバー - セブンヒルズ - シェイカーハイツ - サウスユークリッド - ユニバーシティハイツ - ウォーレンズビルハイツ - ベイビレッジ - ハイランドハイツ - インディペンデンス - オルムステッドフォールズ - ペパーパイク |

### 村
| - ベントリービル - ブラテナール - ブルックリンハイツ - チャグリンフォールズ - カヤホガハイツ - ゲイツミルズ - グレンウィロウ | - ハイランドヒルズ - ハンティングバレー - リンデール - メイフィールド - モアランドヒルズ - ニューバーグハイツ - ノースランドール | - オークウッド - オレンジ - バレービュー - ウォルトンヒルズ - ウッドミア |

## 公園
郡内にはクリーブランド・メトロパークス体系がある。総面積21,000エーカー (8.5 km2) 以上になる16の保護地には緑地やレックリエーション用の施設がある。郡内にはクヤホガバレー国立公園の一部が入っており、南のサミット郡にも伸びている。

## 政治
カヤホガ郡は民主党の有権者登録数がかなり多い。
| 年     | 民主党         | 共和党         |
| ------ | -------------- | -------------- |
| 2008年 | 68.50% 441,836 | 30.44% 196,369 |
| 2004年 | 66.57% 448,503 | 32.89% 221,600 |
| 2000年 | 62.62% 359,913 | 33.42% 192,099 |
| 1996年 | 60.75% 341,357 | 29.15% 163,770 |
| 1992年 | 52.72% 337,548 | 29.24% 187,186 |
| 1988年 | 58.79% 353,401 | 40.33% 242,439 |
| 1984年 | 55.65% 362,626 | 43.60% 284,094 |
| 1980年 | 50.02% 307,448 | 41.47% 254,883 |
| 1976年 | 56.03% 349,186 | 41.01% 255,594 |
| 1972年 | 48.15% 317,670 | 49.94% 329,493 |
| 1968年 | 53.95% 363,540 | 35.44% 238,791 |
| 1964年 | 71.50% 492,911 | 28.50% 196,436 |
| 1960年 | 59.83% 429,030 | 40.17% 288,056 |